# CARD17
CARD17 (англ. Caspase recruitment domain family member 17) — білок, який кодується однойменним геном, розташованим у людей на 11-й хромосомі. Довжина поліпептидного ланцюга білка становить 110 амінокислот, а молекулярна маса — 11 868.
| 10         |  | 20         |  | 30         |  | 40         |  | 50         |
| ---------- |  | ---------- |  | ---------- |  | ---------- |  | ---------- |
| MADKVLKEKR |  | KQFIRSVGEG |  | TINGLLGELL |  | ETRVLSQEEI |  | EIVKCENATV |
| MDKARALLDS |  | VIRKGAPACQ |  | ICITYICEED |  | SHLAGTLGLS |  | AGPTSGNHLT |
| TQDSQIVLPS |  |            |  |            |  |            |  |            |

A: Аланін

C: Цистеїн

D: Аспарагінова кислота

E: Глутамінова кислота

F: Фенілаланін

G: Гліцин

H: Гістидин

I: Ізолейцин

K: Лізин

L: Лейцин

M: Метіонін

N: Аспарагін

P: Пролін

Q: Глутамін

R: Аргінін

S: Серин

T: Треонін

V: Валін

Кодований геном білок за функціями належить до інгібіторів протеаз, інгібітор тіолових протеаз.
Локалізований у цитоплазмі.